# شرکت لندز اند
شرکت لندز اند (انگلیسی: Lands' End) شرکت خرده‌فروشی آمریکایی است، که در سال ۱۹۶۳ تأسیس شد.